# East Glenville
East Glenville és una concentració de població designada pel cens dels Estats Units a l'estat de Nova York. Segons el cens del 2000 tenia 6.064 habitants.

## Demografia
Segons el cens del 2000, East Glenville tenia 6.064 habitants, 2.181 habitatges, i 1.613 famílies. La densitat de població era de 322,1 habitants per km².
Dels 2.181 habitatges en un 30,7% hi vivien nens de menys de 18 anys, en un 65,1% hi vivien parelles casades, en un 6,6% dones solteres, i en un 26% no eren unitats familiars. En el 22,4% dels habitatges hi vivien persones soles el 9,9% de les quals corresponia a persones de 65 anys o més que vivien soles. El nombre mitjà de persones vivint en cada habitatge era de 2,52 i el nombre mitjà de persones que vivien en cada família era de 2,95.
Per edats la població es repartia de la següent manera: un 22,1% tenia menys de 18 anys, un 4,8% entre 18 i 24, un 24,9% entre 25 i 44, un 27% de 45 a 60 i un 21,1% 65 anys o més.
L'edat mediana era de 44 anys. Per cada 100 dones de 18 o més anys hi havia 87 homes.
La renda mediana per habitatge era de 62.447 $ i la renda mediana per família de 68.529 $. Els homes tenien una renda mediana de 50.152 $ mentre que les dones 27.201 $. La renda per capita de la població era de 26.803 $. Cap de les famílies i el 2% de la població estaven per davall del llindar de pobresa.